# Gojslav

Gojslav ali Gojislav, hrvaški vladar iz rodu Trpimirovićev, skupaj z bratom Krešimirjem III. vladal od leta 1000  do okrog 1020, * ?, † ?. 

## Življenje
Čeprav je bil Gojslavov starejši brat Svetoslav Suronja očetov sovladar, sta se po očetovi smrti brata Gojslav in Krešimir III. uprla vladavini Svetoslava Suronje in na Hrvaškem je prišlo do državljanske vojne. To je v temeljih spremenilo dotedanja razmerja moči. Krešimir III. in Gojslav sta verjetno za pomoč prosila bolgarsko-makedonskega carja Samuela.  Samuel je leta 998 prodrl na sever, zavzel Dukljo, zaustavil  Benečane ter oplenil bizantinsko obalo vse do Zadra, nato pa so se Samuelovi vojaki utrdili na travunijsko-hrvaški in na bosansko-hrvaški meji. V takšnih razmerah se je oslabljeni kralj Svetoslav povezal z beneškim dožem Oresolom II. in na beneški dvor za talca poslal svojega sina Štefana. Dož je v vojni 999/1000 lahko povečal svoj vpliv v Dalmaciji, saj so se mu dalmatinska mesta večinoma prostovoljno predajala.  Benečani so dalmatinskim mestom prepovedali plačevati davke Hrvatom, vendar pa je bila njihova nadoblast le kratkotrajna.
Krešimir in Gojslav sta okrog leta 1000 zmagala nad Svetoslavom in prevzela oblast. Vladala sta na ozemlju, ki obsega velik del današnje Dalmacije in tudi del današnje Bosne in Hercegovine.  Gojslav in Krešimir III. sta nasprotovala Benečanom in Bizantincem in se oslanjala na bolgarsko-makedonskega carja Samuela.  Pridobila sta si nekatera dalmatinska mesta, toda leta 1018 je dož Oton Orseolo Hrvate premagal in zavzel mesta in otoke. Ko pa je bizantinski vladar Bazilij II. istega leta dokončno uničil Samuelovo državo, sta morala Gojslav in Krešimir priznati bizantinsko nadoblast. Bazilij II. je hrvaškima vladarjema pustil precej avtonomije, podelil jima je tudi naziv patricija.